# Josef Genschieder
Josef Genschieder (* 4. Februar 1915 in Wien; † 3. April 1943 in Beketowka, Russland) war ein österreichischer Radrennfahrer.

## Sportliche Laufbahn
1936 bestritt er mit dem Bahnvierer Österreichs die Mannschaftsverfolgung bei den Olympischen Sommerspielen in Berlin. Sein Team belegte mit Karl Wölfl, Josef Moser und Karl Schmaderer den 10. Platz. Genschieder startete für den Verein Neubauer Radler Wien. Er fiel im Zweiten Weltkrieg bei Stalingrad.